# AWS Lambda
AWS Lambda è una piattaforma di calcolo senza server (serverless) guidata dagli eventi (event driven) fornita da Amazon come parte di Amazon Web Services. É un servizio di calcolo che esegue codice in risposta ad eventi e automaticamente gestisce le risorse richieste dal codice di programmazione. Fu introdotto nel 2014 .
Lo scopo di Lambda, comparato ad AWS EC2, è di semplificare la costruzione di applicazioni on-demand che rispondono ad eventi e nuove informazioni. AWS ha come obiettivo l'inizio di una istanza Lambda nel raggio di millisecondi di un evento. Node.js, Python e Java sono supportati ufficialmente dal 2016 e altri linguaggi sono supportati via call-out.